# Radical 185
El radical 185, representado por el carácter Han 首, es uno de los 214 radicales del diccionario de Kangxi. En mandarín estándar es llamado 首部, (shǒu bù, ‘radical «cabeza»’); en japonés es llamado 首部, しゅぶ (shubu), y en coreano 수　(su). 
El radical 185, puede aparecer en diversas posiciones dentro de los caracteres que clasifica. En algunos casos aparece en el lado izquierdo (por ejemplo, en 𩠓), en otros en el lado derecho (por ejemplo, en 𩠑) y en otros en la parte inferior (por ejemplo, en 𩠨) o en la parte superior (por ejemplo, en 𩠘). 

## Nombres populares
- Mandarín estándar: 首, shǒu, ‘cabeza’.
- Coreano: 머리수부, meori su bu, ‘radical su-cabeza’.
- Japonés:　首（くび）, kubi, ‘cuello’.
- En occidente: radical «cabeza».

## Galería
| Estilos antiguos                                 | Estilos antiguos                  | Estilos antiguos                        | Estilos antiguos                   | Estilos antiguos                   | Estilos empleados actualmente       | Estilos empleados actualmente  | Estilos empleados actualmente    | Estilos empleados actualmente   | Estilos empleados actualmente  |
|                                                  |                                   |                                         |                                    |                                    |                                     | 首                             | 首                               |                                 |                                |
| 甲骨文 jiǎgǔwén (escritura de huesos oraculares) | 金文 jīnwén (escritura de bronce) | 简帛 jiǎnbó (escritura de bambú y seda) | 篆文 zhuànwén (escritura de sello) | 篆文 zhuànwén (escritura de sello) | 隸書 lìshū (estilo de los escribas) | 楷書 kǎishū (estilo regular)   | 楷書 kǎishū (estilo regular)     | 行書 xǐngshū (estilo corriente) | 草書 cǎoshū (estilo de hierba) |
| 甲骨文 jiǎgǔwén (escritura de huesos oraculares) | 金文 jīnwén (escritura de bronce) | 简帛 jiǎnbó (escritura de bambú y seda) | 大篆 dàzhuàn (sello grande)        | 小篆 xiǎozhuàn (sello pequeño)     | 隸書 lìshū (estilo de los escribas) | 繁體／繁体 fántǐ (tradicional) | 简体／簡體 jiǎntǐ (simplificado) | 行書 xǐngshū (estilo corriente) | 草書 cǎoshū (estilo de hierba) |

## Caracteres con el radical 185
| trazos | carácter |
| ------ | -------- |
| + 0    | 首       |
| + 2    | 馗, 𩠑   |
| + 5    | 𩠘       |
| + 8    | 馘, 𩠨   |